# Клесе (Саона и Лоара)
Клесе (фр. Clessé) насеље је и општина у источном делу централне Француске у региону Бургоња, у департману Саона и Лоара која припада префектури Макон.
По подацима из 2011. године у општини је живело 830 становника, а густина насељености је износила 82,5 становника/km². Општина се простире на површини од 10,06 km². Налази се на средњој надморској висини од 260 метара (максималној 326 m, а минималној 200 m).

## Демографија
| 1962. | 1968. | 1975. | 1982. | 1990. | 1999. | 2011. |
| ----- | ----- | ----- | ----- | ----- | ----- | ----- |
| 358   | 410   | 443   | 625   | 671   | 700   | 830   |

График промене броја становника у току последњих година